# Jean Thuillier (écrivain)
Pour les articles homonymes, voir Thuillier et Jean Thuillier (producteur).
Jean Thuillier est un écrivain et psychiatre français, né le 12 octobre 1921 et mort le 22 août 2017, auteur de nombreux ouvrages.

## Biographie
Jean Thuillier a reçu le prix Littré en 1984.